# Darthe Capellan
Darthe Capellan (ur. 27 kwietnia 1996) – kanadyjski zapaśnik walczący w stylu wolnym. Zajął trzynaste miejsce na mistrzostwach świata w 2019. Trzeci na igrzyskach panamerykańskich w 2019. Wicemistrz mistrzostw panamerykańskich w 2016. Brązowy medalista igrzysk frankofońskich w 2017, a także igrzysk wspólnoty narodów w 2022 roku.
Zawodnik Uniwersytetu Simona Frasera.